# Bezirksrabbinat Bretten
Das Bezirksrabbinat Bretten entstand 1827 in Bretten in Baden und war eines von 15 Bezirksrabbinaten, die auch als Bezirkssynagogen bezeichnet wurden. Das Bezirksrabbinat Bretten wurde 1924 mit dem Bezirksrabbinat Bruchsal vereinigt.
Die Bezirksrabbinate waren dem Oberrat der Israeliten Badens unmittelbar unterstellt. Vorsteher waren der Bezirksrabbiner und der Bezirksälteste. In Angelegenheiten des Rabbinatsbezirks mussten einmal jährlich alle Ortsältesten gehört werden. Der Bezirksrabbiner führte den Vorsitz.

## Aufgaben
Die Aufgaben umfassten den Vollzug der landesherrlichen Verordnungen, die Verkündigung und den Vollzug der Verordnungen der Oberkirchenbehörde, Beratungen über Schulangelegenheiten, die Verwaltung von Stiftungen und die Verteilung von Almosen. Zur Finanzierung der Bezirksrabbinate wurden Umlagen von den einzelnen jüdischen Gemeinden bezahlt.

## Gemeinden des Rabbinatsbezirks
- Jüdische Gemeinde Bauerbach
- Jüdische Gemeinde Berwangen (vorher bis 1877 zu Bezirksrabbinat Sinsheim)
- Jüdische Gemeinde Bretten
- Jüdische Gemeinde Diedelsheim
- Jüdische Gemeinde Eppingen (vorher bis 1877 zu Bezirksrabbinat Sinsheim)
- Jüdische Gemeinde Flehingen
- Jüdische Gemeinde Gemmingen (vorher bis 1877 zu Bezirksrabbinat Sinsheim)
- Jüdische Gemeinde Gochsheim
- Jüdische Gemeinde Gondelsheim
- Jüdische Gemeinde Grötzingen (ab 1885, vorher bei Bezirksrabbinat Karlsruhe)
- Jüdische Gemeinde Grombach
- Jüdische Gemeinde Ittlingen (vorher bis 1877 zu Bezirksrabbinat Sinsheim)
- Jüdische Gemeinde Jöhlingen
- Jüdische Gemeinde Menzingen
- Jüdische Gemeinde Mühlbach (vorher bis 1877 zu Bezirksrabbinat Sinsheim)
- Jüdische Gemeinde Münzesheim
- Jüdische Gemeinde Stein (Königsbach)

Laut Verordnung vom 8. Februar 1828 wurde die Jüdische Gemeinde Jöhlingen vom Bezirksrabbinat Bruchsal nun zum Bezirksrabbinat Bretten zugeordnet.

## Bezirksrabbiner
- 1811 bis 1854 Veit Flehinger
- 1855 bis 1872 Moses Elieser Liberles (* 22. Mai 1824 in Kirchen; gest. 30. Juni 1872 in Bretten). Er war der Sohn des Thias Liberles und der Lea geborene Sußmann. Er studierte in Würzburg an der Jeschiwa und an der Universität. 1853 bestand er die badische Staatsprüfung für Rabbiner und wurde ab 1855 Bezirksrabbiner in Bretten, wo er bis zu seinem Tod 1872 dieses Amt ausfüllte. Am 25. Februar 1857 heiratete er Caroline geborene Hirsch, die Tochter eines Weinhändlers aus Nagelsberg.
- 1877 bis 1924 Leopold Schleßinger